# Landstände des Großherzogtums Hessen

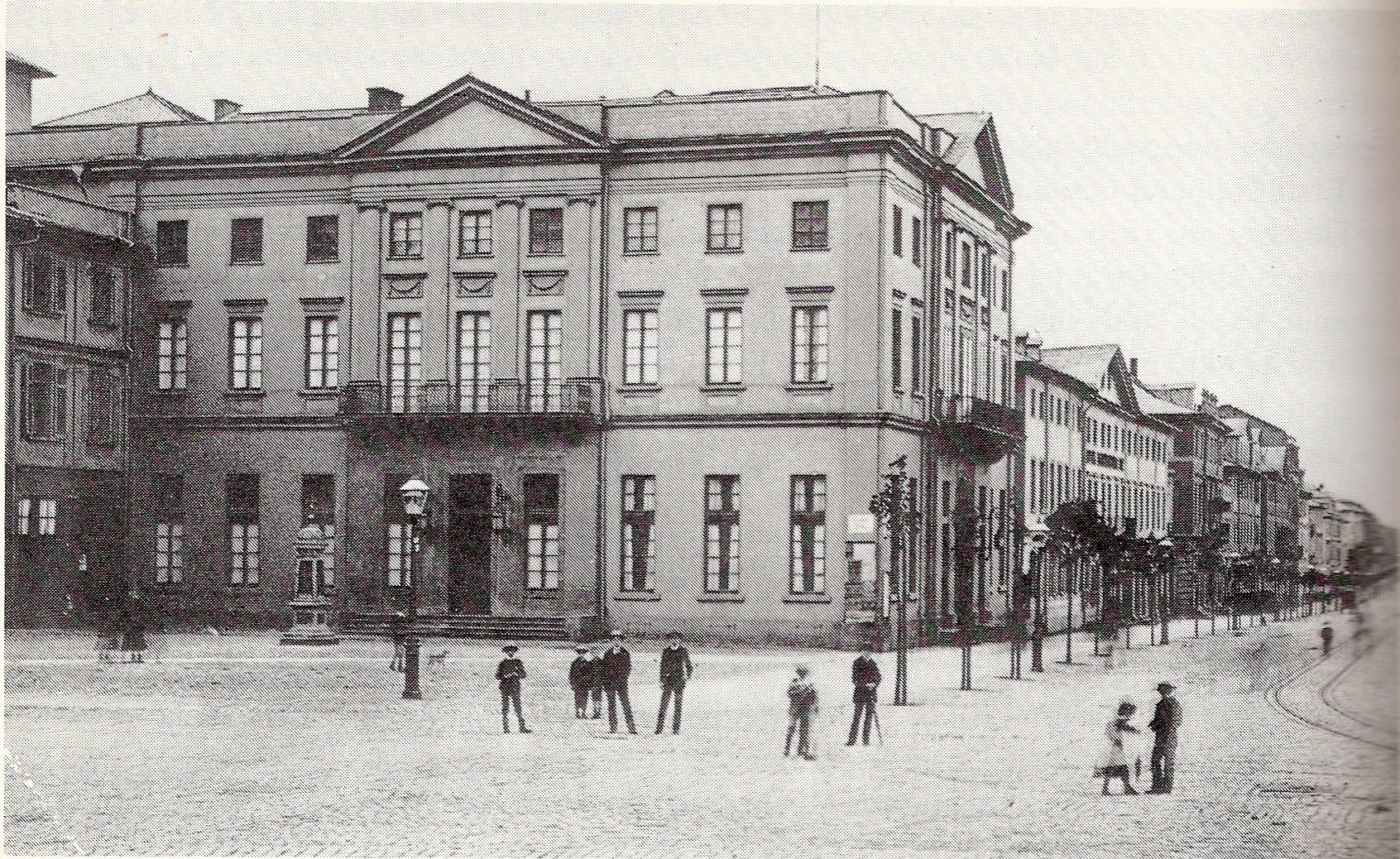
Das Ständehaus in Darmstadt (1888), Sitz der Landstände

Die Landstände des Großherzogtums Hessen bildeten die Vertretung der Untertanen des Großherzogtums Hessen gegenüber Großherzog und Regierung zwischen 1820 und 1918. Nach der Novemberrevolution wurde der Landtag des Volksstaates Hessen funktionaler Nachfolger.

## Vorgeschichte
Sowohl in der Landgrafschaft Hessen-Darmstadt als auch im Herzogtum Westfalen, das zu erheblichen Teilen 1803 der Landgrafschaft zugeschlagen worden war und dort bis 1814 verblieb, bestanden Landstände. Die Landstände des Herzogtums Westfalen, mit Sitz in Arnsberg, hatten es geschafft, in der Auseinandersetzung mit Kurköln erhebliche Mitspracherechte zu sichern und zu bewahren.
Die Landstände der Landgrafschaft Hessen bestanden zunächst auch nach der Landesteilung, die auf den Tod von Landgraf Philipp I. 1567 folgte, als „Samtlandtag“ weiter. Aber sowohl die Spaltung der Landgrafschaft und folgend die zunehmende Staatlichkeit der beiden die Teilung langfristig überstehenden Landesteile (Landgrafschaft Hessen-Kassel und Landgrafschaft Hessen-Darmstadt), wie auch der aufkommende Absolutismus drängten die Einrichtung ins Abseits. Die letzten Zusammenkünfte fanden in der ersten Hälfte des 17. Jahrhunderts statt.
Im Rahmen der Gründung des Großherzogtums Hessen und der Auflösung des Alten Reichs 1806 wurden die Landstände durch den Großherzog Ludwig I. abgeschafft.

## Die Landstände des Großherzogtums

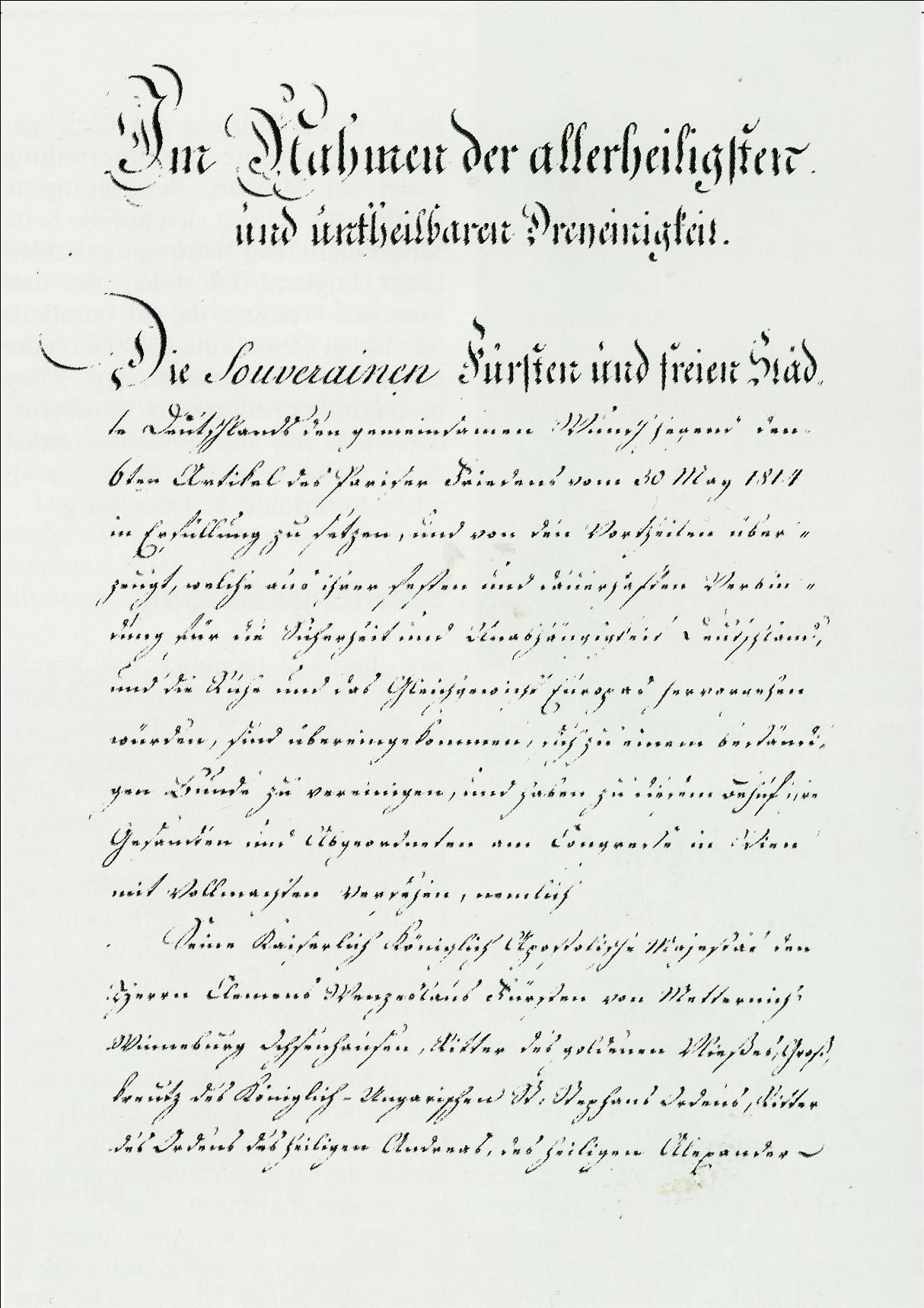
Bundesakte von 1815

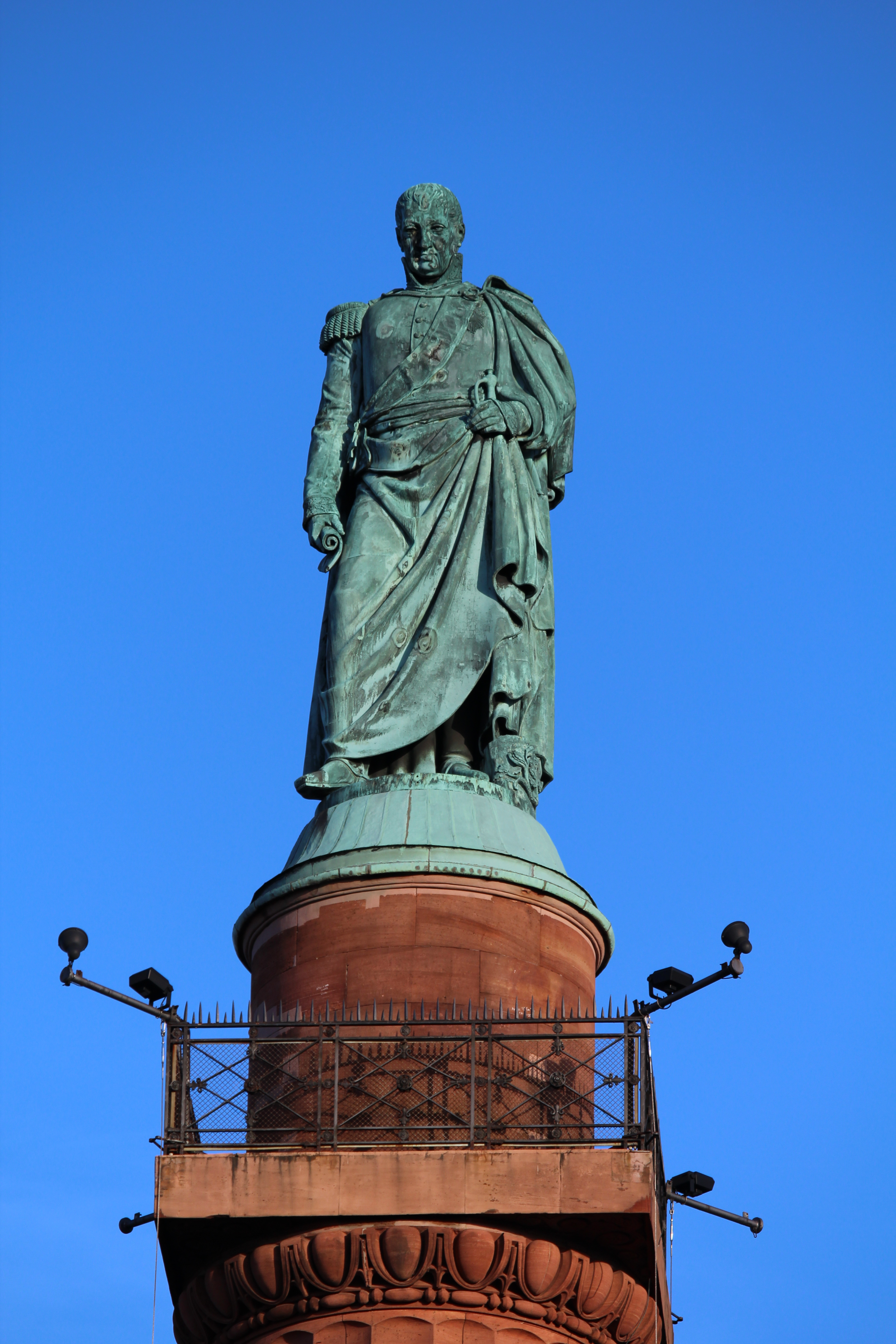
Großherzog Ludewig I. auf dem Ludwigsmonument: In seiner rechten Hand hält er eingerollt die Verfassungsurkunde.

### Landstände / Landtag
Die Begriffe „Landstände“ und „Landtag“ hatten prinzipiell eine unterschiedliche Bedeutung. Die Begriffe wurden aber schon zeitgenössisch nicht konsequent zutreffend verwendet.
- Die Landstände waren die parlamentarische Einrichtung an sich, wie sie die Verfassung vorsah.
- Der Landtag war die konkrete Versammlung der Abgeordneten zwischen deren Einberufung und dem Landtagsabschied. Die einzelne Sitzungsperiode der erstreckte sich über einige Tage bis zu drei Jahren, im letzteren Fall in der Regel durch Vertagungen unterbrochen. Zwischen den einzelnen Landtagen bestand das Diskontinuitätsprinzip: Vorlagen, die nicht erledigt wurden, mussten im nächsten Landtag neu eingebrachte werden, Ausschüsse und Geschäftsführung[2] jedes Mal neu gewählt werden.
- Die Landtage bestanden aus zwei Kammern. Die Erste Kammer war sehr ständisch organisiert. Es gab Sitze, die aufgrund der Geburt zustanden, institutionelle Vertreter und von der Regierung auf Lebenszeit Ernannte. Die Zweite Kammer wurde überwiegend gewählt (nach 1872 ausschließlich), allerdings mit einem Zensuswahlrecht, das die vollen Rechte aktiven und passiven Wahlrechts nur einem Bevölkerungsanteil im Promille-Bereich zugestand. Eine Ausnahme war das aus der Revolution von 1848 entstandene Wahlrecht (1850 bereits wieder annulliert), das zwar auf Einschränkungen nicht verzichtete, aber das Wahlrecht sehr viel breiter aufstellte.
- Bis zur Wahlrechtsreform 1872 setzte die Regierung bei jedem neu gewählten Landtag Landtagskommissare ein. Deren Hauptaufgabe war das „Aufgleisen“ des neu zusammentretenden Landtags, bis der sein Präsidium gewählt hatte und die Geschäftsführung selbst übernahm.

### Entstehung
Großherzog Ludewig I. war ein überzeugter Anhänger des Monarchischen Prinzips und stand Forderungen nach einer Einschränkung seiner Macht kritisch gegenüber. Andererseits war eine Verfassung dringend erforderlich, da die vom Großherzogtum seit 1803 eingesammelten Landesteile integriert werden mussten, um einen Staat zu schaffen. Weiter enthielt § 13 der Deutschen Bundesakte eine entsprechende Vorgabe.

In den Jahren vor 1820 entwickelte sich daraus eine heftige Auseinandersetzung, in der unter anderem ein Teil der Untertanen in einen Steuerstreik traten. 
Nach Zwischenschritten kam Ende 1820 die zweite und endgültige Verfassung zu Stande, die Landstände mit einem Zweikammersystem vorsah. Diese Struktur hatte grundsätzlich bis 1918 Bestand.

### Aufgaben
Zentral war das traditionelle Recht der Stände, dem Erheben von Steuern zustimmen zu müssen. Die (dreijährigen) Haushaltspläne mussten zunächst der Zweiten Kammer vorgelegt werden. Auch bestanden erste Ansätze eines Budgetrechts.
Im Gegensatz zu modernen Parlamenten waren die Landstände aber nicht Träger staatlicher Souveränität. Selbst die Geschäftsordnung war ihnen seitens des Großherzogs vorgegeben. Diese Verordnung wurde 1849 aufgehoben.
Es war den Landständen unter Strafandrohung verboten, sich mit Gegenständen zu beschäftigen, die nicht explizit zu ihren Aufgaben gehörten. Die Rechtsetzung lag beim Großherzog, nicht beim Parlament. In der Praxis gingen aber durchaus Gesetzesinitiativen aus dem Landtag hervor, die dann die Form von Petitionen an die Regierung hatten, wie die Regierung in der Regel die vom Landtag verabschiedeten Gesetze auch umsetzte.

### Diäten
Schon durch das Zensuswahlrecht gehörten Abgeordnete immer zu den Wohlhabenden. Diäten oder Entschädigungen wurden bis 1856 nicht gezahlt. Die Kosten der Mandatsausübung mussten die Abgeordneten selbst tragen, es handelte sich um ein ehrenamtliches Honoratiorenparlament. Dies wurde erstmals 1856 geändert, als für die meisten Abgeordneten ein Tagessatz von 3½ Gulden eingeführt und 1862 auf 5 Gulden erhöht wurde.

### Konstanten
In den fast 100 Jahren, die die Verfassung Bestand hatte, galten für die Landstände – bei allen Änderungen im Detail –
- Die Abgeordneten waren keinen Weisungen unterworfen.[13]
- Der überwiegende Teil der Abgeordneten der Ersten Kammer erbte seine Sitze oder wurde von der Regierung ernannt. Erst in den letzten Jahrzehnten traten einige gewählte Abgeordnete der Höchstbesteuerten hinzu. Die erste Kammer war allein schon aufgrund ihrer Zusammensetzung immer konservativ. Ausnahme waren die beiden Landtage 1849 und 1850, als nach der Revolution von 1848 im Großherzogtum Hessen ein liberales Wahlrecht galt und die Abgeordneten auch der ersten Kammer gewählt wurden.
- Standesherren waren die einzigen, die sich als Abgeordnete unter bestimmten Voraussetzungen durch einen Agnaten vertreten lassen durften.[14]
- Die Abgeordneten der Zweiten Kammer wurden gewählt.
- Frauenwahlrecht bestand nicht.
- Die Anzahl der Wahlberechtigten an der Gesamtbevölkerung war relativ gering. Selbst nach der Reform von 1911 waren nur etwa 20 % der Einwohner wahlberechtigt.[Anm. 1]
- Der Großherzog (oder ein Vertreter) eröffnete und schloss Landtag oder Landstände in einer gemeinsamen Sitzung beider Kammern mit einer Thronrede.[15]
- Der Großherzog konnte den Landtag vertagen oder die Landstände auflösen.[16] In letzterem Fall gab es Neuwahlen.[17]
- Nach Ende der Sitzungsperiode von Landtag oder Landständen gab es einen „Abschied“, je nachdem einen „Landtagsabschied“ (bei Vertagung) oder einen „Abschied der Landstände“ (bei Neuwahl). Dieser hatte die Form eines Protokolls, in dem die Regierung darüber unterrichtete, wie sie mit den Beschlüssen des Landtags verfuhr. Er wurde im Großherzoglich Hessischen Regierungsblatt veröffentlicht.

## Zusammensetzung und Wahlrecht

### 1820

#### Erste Kammer
Die erste Kammer war eine ständische Vertretung der führenden Kreise des Großherzogtums. Voraussetzung dafür, in der ersten Kammer seinen Sitz einnehmen zu dürfen, war die Vollendung des 25. Lebensjahres.
Erbliche Mitglieder

Dazu zählte zunächst der Hochadel. Neben den Prinzen der großherzoglichen Familie – der Großherzog selbst als Souverän war nicht Mitglied der ersten Kammer – waren das die Standesherren. Das waren bis zu 19 Personen. 
Funktionsträger
Weiterhin waren qua Amt die Spitze der römisch-katholischen Kirche im Land, der Bischof von Mainz, und seitens der evangelischen Landeskirche im Großherzogtum ein vom Großherzog auf Lebenszeit in das Amt eines Prälaten erhobener protestantischer Geistlicher vertreten. Ebenfalls Mitglied aufgrund des Amtes war der Kanzler der Landes-Universität in Gießen. Diese Vertretung der Hochschule griff die altständische Tradition auf.
Ernannte
Darüber hinaus konnte der Großherzog bis zu zehn Staatsbürgern aufgrund besonderer Verdienste einen Sitz in der Kammer verleihen.

#### Zweite Kammer
Die zweite Kammer bestand aus 50 nach unterschiedlichen Modi gewählten Abgeordneten:
- 6 Abgeordneten des ritterschaftlichen (niederen) Adels. → Hauptartikel: Ritterschaftlicher Adel des Großherzogtums Hessen
- 10 Abgeordneten der „großen“ Städte: je 2 für Darmstadt und Mainz, jeweils einer für Alsfeld, Bingen, Friedberg, Gießen, Offenbach, und Worms
- 34 Abgeordnete in den Wahlbezirken im restlichen Land, das entsprechend aufgeteilt war.

Die Abgeordneten wurden auf sechs Jahre gewählt. Mandate ausscheidender Abgeordneter (durch Nichtbestätigung, Tod oder Rücktritt) wurden in Nachwahlen wiederbesetzt. Diese Mandate galten für die verbleibende Dauer der Legislaturperiode.

#### Wahlrecht
Das Verfahren zur Wahl der Abgeordneten wurde im Vorfeld der Wahl zu den ersten Landständen in mehreren Verordnungen festgelegt.
Wahlberechtigt und wählbar waren ausschließlich Männer.
Die Wahl der adeligen Abgeordneten erfolgte als Briefwahl. Aktiv- und passiv wahlberechtigt waren die Oberhäupter von etwa 25 Familien.
Bei der Wahl der übrigen Abgeordneten handelte sich um eine indirekte Wahl über zwei Stufen in den 42 Wahlkreisen. Die Wahlberechtigten der jeweiligen Gruppe wählten Bevollmächtigte, diese wiederum Wahlmänner und diese den Abgeordneten (oder in Darmstadt und Mainz: die beiden Abgeordneten). Die Wahlbezirkseinteilung orientierte sich am Schnitt der Ämter.
Das Wahlrecht war mehrfach beschränkt. Es war ein Zensuswahlrecht mit Altersgrenzen und selbstverständlich auf Männer beschränkt. So waren bei den Wahlen 1823 im ganzen Großherzogtum nur 1492 Männer passiv wahlberechtigt, 1826 waren es 1365, 1832 waren es 1925, Anfang 1834 waren es 1926 und bei der zweiten Wahl am Ende des Jahres 1834 noch einmal 19 weitere. 1841 betrug die Zahl der Wählbaren 1981, bei den Wahlen 1847 waren es 2047. Außerdem durften alle Adeligen, die entweder sowieso einen Sitz in der Ersten Kammer hatten oder in der Gruppe des ritterschaftlichen Adels wahlberechtigt waren, nicht mitstimmen.
In der Gruppe des landbesitzenden ritterschaftlichen Adels waren alle Wahlberechtigten zugleich auch wählbar. Zu dieser Gruppe gehörten 1826 20 Stimmberechtigte, 1834 waren es nur noch 12, 1841 waren es zunächst 17, bei einer erforderlichen Nachwahl im Herbst des gleichen Jahres 16. Bei einer Nachwahl 1844 waren wieder 17 Adelige wahlberechtigt und wählbar, 1846 waren es 15, 1847 und 1848 waren es 14 und 1849 dann 13.
Für das aktive bürgerliche Wahlrecht galt:
- Wahlberechtigt waren grundsätzlich nur Steuerpflichtige.
- In der ersten Stufe, der Wahl der Bevollmächtigten, war die Wahlberechtigung an die Vollendung des 25. Lebensjahres und an eine Steuerzahlung von mindestens 25 Gulden im Jahr geknüpft.
- In der zweiten Stufe wählten die Bevollmächtigten jeweils 25 Wahlmänner, die zu den 60 höchstbesteuerten im Wahlbezirk gehören mussten und mindestens 30 Jahre alt waren.[42]

Ein Versuch der Regierung, den Zensus ändern zu lassen, scheiterte am Widerspruch des 8. Landtags (1838–1841). Damit war die Mitwirkung faktisch auf eine kleine Zahl Wohlhabender beschränkt.

### 1849
Das aus der Revolution von 1848 hervorgegangene Wahlgesetz von 1849 bedeutete einen Paradigmenwechsel: Die Abgeordneten beider Kammern wurden nun in direkter Wahl bestimmt, die Voraussetzungen für aktives und passives Wahlrecht drastisch abgesenkt. Soviel „Demokratie“ war selbst den liberalen Politikern unheimlich und das Innenministerium mahnte, verantwortungsvoll mit dem Wahlrecht umzugehen. Die Legislaturperiode betrug sechs Jahre.

#### Erste Kammer
Die Erste Kammer hatte nun 25 Abgeordnete, die alle gewählt wurden. Sitze aufgrund von Geburt oder Funktion gab es nicht mehr. Die ständische Struktur der Ersten Kammer war damit völlig beseitigt.

#### Zweite Kammer
Die Zweite Kammer hatte 50 Abgeordnete aus 48 Wahlbezirken, die ebenfalls alle gewählt wurden. In jedem Wahlbezirk wurde ein Abgeordneter gewählt, in Mainz und Darmstatt zwei.

#### Wahlrecht
Aktives Wahlrecht bestand ab der Vollendung des 25. Lebensjahres, passives ab dem 30. Die Abgeordneten wurden in allgemeiner, unmittelbarer, aber nicht geheimer Wahl bestimmt. Vielmehr wurde protokolliert welcher Wähler welchen der durchnummerierten Stimmzettel ausgefüllt hatte. Die Wahl zur ersten Kammer unterlag zudem einem Zensuswahlrecht. Dessen Anforderung war, dass die Wähler jährlich eine direkte Steuer von mindestens 20 Gulden entrichteten. Ausgeschlossen vom Wahlrecht waren (weiterhin) soziale Randgruppen, Bedürftige, die in Pflegeeinrichtungen untergebracht waren, oder Obdachlose. Die Wahlgänge zur Zweiten und zur Ersten Kammer fanden nacheinander in einem Abstand von mindestens drei Tagen nach dem gleichen Verfahren statt.
Beamte benötigten keine Zustimmung der Regierung mehr, um ein Mandat anzunehmen.

### 1850
Der neue leitende Minister Reinhard Carl Friedrich von Dalwigk ging im September 1850 staatsstreichartig gegen die Stände vor, die über das Budgetrecht versuchten, die konservative Regierung auszuhebeln: Mit einer Verordnung setzte er am 7. Oktober 1850 das geltende Wahlrecht und die Zusammensetzung der Stände außer Kraft und verordnete eine Wahlordnung für eine „außerordentliche“ Ständeversammlung, die eine regierungskonforme Mehrheit sicherstellen sollte. Dieses Wahlrecht enthielt eine Reihe von Elementen, die das besitzende Bürgertum begünstigten. Das führte faktisch zu einem Bündnis der Konservativen und Liberalen gegen die Demokraten (Linken), stellte sicher, dass das Besitzbürgertum den Staatsstreich stillschweigend akzeptierte, und sicherte in der 14. (außerordentlichen) Ständeversammlung eine Mehrheit, mit der ein Haushalt zustande kam, Dalwigk regieren und in der Folge weiter gegen Errungenschaften der Revolution vorgehen konnte.

#### Erste Kammer
Die Abgeordneten der Ersten Kammer setzten sich wieder aus verschiedenen Interessenvertretern zusammen:
- 10 Abgeordnete, die die 50 höchstbesteuerten Wähler des Großherzogtums repräsentierten.
- 9 Abgeordnete, die die nächst Höchstbesteuerten repräsentierten.
- dem römisch-katholischen Landesbischof
- dem protestantischen Prälaten[Anm. 2]
- dem Kanzler der Landesuniversität Gießen
- von der Regierung ernannten Abgeordneten. Es sollten nicht mehr als acht sein.

#### Zweite Kammer
Die zweite Kammer bestand weiter aus 50 gewählten Abgeordneten, bei allerdings drastisch geändertem Wahlrecht.

#### Wahlrecht
Das Wahlrecht – für die zu wählenden Abgeordneten beider Kammern (außer den 10 Abgeordneten der Höchstbesteuerten) – war wieder indirekt, aber im Gegensatz zu dem Verfahren vor der Revolution nur noch zweistufig: Die Urwähler wählten Wahlmänner, die wiederum die Abgeordneten wählten. Wahlmänner blieben die gesamte Legislaturperiode im Amt und nahmen die Nachwahl eines Abgeordneten vor, wenn das erforderlich wurde. Die Wahl war nicht geheim. Protokolliert wurde, welcher Wähler welchen der durchnummerierten Stimmzettel ausgefüllt hatte. In das Wahlrecht war ein Zensus eingebaut, nach dem die Wähler, die das erste, zweite und dritte Drittel des Gesamtsteuereinkommens ihres Wahlbezirks aufbrachten, jeweils als Gruppe ein Drittel der Wahlmänner wählten. Die zehn Abgeordneten der Höchstbesteuerten in der Ersten Kammer wurden direkt per Briefwahl gewählt, die neun Abgeordneten der nächst Höchstbesteuerten von den Wahlmännern, die das oberste Drittel der Steuerzahler für die Zweite Kammer gewählt hatte.
Für das aktive Wahlrecht war ein Alter von mindestens 25 Jahren erforderlich. Ausgeschlossen vom Wahlrecht waren (weiterhin) soziale Randgruppen, Bedürftige, die in Pflegeeinrichtungen untergebracht waren, oder Obdachlose. Als neue Gruppe, die nicht wählen durfte, traten diejenigen hinzu, die Steuerschulden hatten.
Passiv wahlberechtigt war jeder, der auch aktiv wahlberechtigt war, allerdings lag hier das Mindestalter für Abgeordnete bei 30 Jahren. Für die zu wählenden Abgeordneten der Ersten Kammer galt zusätzlich noch das Erfordernis einer jährlichen Steuerleistung von 150 Gulden oder ein Jahreseinkommen von mehr als 2.000 Gulden.

### 1856
Die Zollvereinskrise 1852 zeigte aber deutlich, dass Dalwigk und die Liberalen in unterschiedliche Richtungen strebten: Dessen an ideologischen Zielen orientiertes Agieren in der Krise, gegen alle wirtschaftspolitische Vernunft, war den Interessen des Bürgertums diametral entgegengesetzt und die Landstände wurden erneut zur Opposition. Dalwigk reagierte, indem er das Wahlrecht für die Wahl der nächsten Landstände 1856 nochmals zu seinen Gunsten änderte.

#### Erste Kammer
In der ersten Kammer wurde wieder deren vorrevolutionäre Zusammensetzung hergestellt (siehe oben). Am 13. Dezember 1856 ernannte der Großherzog wieder neun Mitglieder auf Lebenszeit. Mitglieder der Ersten Kammer mussten mindestens 30 Jahre alt sein, die geborenen Mitglieder konnten dagegen schon mit 25 Jahren ihren Sitz einnehmen.

#### Zweite Kammer
Auch die zweite Kammer wurde wieder genauso gebildet, wie das von 1820 bis 1849 üblich war (siehe oben): Es gab sechs Abgeordnete, die den ritterschaftlichen Großgrundbesitz repräsentierten und allgemein gewählte Abgeordnete. 1861 wurden die Wahlbezirke nochmals neu gegeneinander abgegrenzt und 1867 gab es eine Nachwahl für die durch den Friedensvertrag vom 3. September 1866 mit dem Königreich Preußen hinzugewonnenen Gebiete, wofür diese verstreuten Gebiete – und ausschließlich für diese Wahl – zu einem Wahlkreis zusammengefasst wurden.

#### Wahlrecht
Die Wahl war wieder indirekt, blieb aber im Gegensatz zu dem Verfahren vor der Revolution weiter zweistufig, wie das 1850 eingeführt worden war und war nicht geheim, weder die Urwahl, noch die Wahl der Abgeordneten durch die in der Urwahl bestimmten Wahlmänner. Wahlmänner blieben über die gesamte Legislaturperiode, die sechs Jahre dauerte, im Amt und nahmen die Nachwahl eines Abgeordneten vor, wenn das erforderlich wurde. Neu war, dass die Stimmabgabe jetzt auch mündlich erfolgen konnte. Damit die Wahl gültig war, mussten sich daran mindestens zwei Drittel der Wahlberechtigten beteiligen. Scheiterte das, entfiel dieses Erfordernis in der dann folgenden Wiederholungswahl. Vor der Wahl 1862 wurde das Wahlrecht in Kleinigkeiten nochmals nachjustiert.
Die Altersgrenze von 25 Jahren für das aktive Wahlrecht blieb erhalten. Hinzu kam das Erfordernis, dass Wähler (mit wenigen Ausnahmen) Steuerzahler sein mussten. Beim passiven Wahlrecht gab es zudem noch die Voraussetzung, dass der Betreffende mindestens 118 Gulden versteuern und 30 Jahre alt sein musste. 1856 gab es 1978 Männer, die die Voraussetzungen erfüllten, um in der allgemeinen Wahl zu Abgeordneten gewählt werden zu können, 1862 waren es 2407 , 1866 waren es 2455. Mit den durch den Friedensvertrag mit Preußen 1866 gewonnenen Gebieten kamen 34 weitere Wählbare hinzu. Die Verluste aus dieser Gruppe durch die viel umfangreicheren Abtretungen an Preußen wurden dabei noch nicht verzeichnet.
Bei den Wahlen der sechs Abgeordneten des ritterschaftlichen Adels war Voraussetzung, dass ein Wähler mindestens 1770 Gulden versteuerte. Deren Wahl fand als Briefwahl statt. 1856 gab es in dieser Gruppe zunächst 25 Wähler mit aktivem und passivem Wahlrecht und drei weitere die nur aktives Wahlrecht besaßen, bei einer Nachwahl im gleichen Jahr waren es noch 24, so auch 1862 und 1863. 1865 war die Zahl der Wählbaren in dieser Gruppe auf 21 gesunken, 1866 waren es 22.
Für das passive Wahlrecht galt die Grenze von 550 Gulden zu versteuerndem Einkommen oder Einkünften, die um die 1000 Gulden lagen. Auch der Erlaubnisvorbehalt zur Annahme eines Mandats durch die Regierung für Beamte wurde wieder eingeführt.

### 1872
Großherzog Ludwig III. musste 1871 auf preußischen Druck seinen Ministerpräsidenten Dalwigk, an dem er, obwohl politisch eigentlich unhaltbar, noch jahrelang festgehalten hatte, weil beide die gleichen konservativen politischen Positionen teilten, fallen lassen. Schon ein Jahr später kam es zu der überfälligen Wahlrechtsreform. Eine wichtige systematische Trennung war, dass die Zweite Kammer wieder allgemein gewählt wurde, alle privilegierten Gruppen nun in der Ersten Kammer versammelt waren.

#### Erste Kammer
Nach der Wahlrechtsänderung von 1872 entsandte auch der grundbesitzende ritterschaftlicher Adel des Großherzogtums Hessen zwei Abgeordnete in die erste Kammer. Sie ersetzten die sechs Abgeordneten, die diese Gruppe bis dahin in die Zweite Kammer entstand hatte.
Für alle Mitglieder der Ersten Kammer galt einheitlich, dass sie 25 Jahre alt sein mussten.

#### Zweite Kammer
Die 50 Abgeordneten der Zweiten Kammer wurden alle gewählt, und zwar in einer entsprechenden Zahl von Wahlkreisen, wobei die Wahlkreise Darmstadt und Mainz je zwei Abgeordnete wählten, die anderen einen. Nach drei Jahren wurde jeweils die Hälfte der Abgeordneten aus jeder der drei Provinzen neu gewählt.

#### Wahlrecht
Mit der Reform des Wahlrechts von 1872 wurden erstmals geheime Wahlen eingeführt und zwar sowohl bei der Urwahl als auch bei der Wahl der Abgeordneten durch Wahlmänner. Im Übrigen blieb es bei der indirekten, zweistufigen Wahl der Abgeordneten mit zwischengeschalteten Wahlmännern.
Das aktive Wahlrecht war an ein Alter von mindestens 25 Jahren und das Zahlen von Einkommenssteuer gebunden.
Das passive Wahlrecht für Wahlmänner und Abgeordnete stand allen zu, die auch das aktive Wahlrecht als Urwähler hatten.
Für die beiden Abgeordneten, die der ritterschaftliche Adel nun in die Erste Kammer entsandte, bestand ein Zensuswahlrecht mit der Bedingung, dass Wähler mindestens 1.200 Gulden versteuern mussten, eine Mindestsumme, die 1884 auf 2.100 Mark neu festgesetzt wurde. Dieser Betrag entsprach 1.228 Gulden der alten Währung. Der Betrag blieb also nahezu unverändert, wurde nur nach Einführung der neuen Mark-Währung auf diese umgestellt. Briefwahl war zulässig. Bei der Wahl 1872 waren 27 Adelige wahlberechtigt und wählbar, bei einer Nachwahl 1873 waren es 26, 1890 waren es 25.

### 1911
Nachdem bereits seit 1869 das Wahlgesetz für den Reichstag des Norddeutschen Bundes eine allgemeine, direkte und geheime Wahl vorsah, waren die Regeln, nach denen die Zweite Kammer der Landstände gebildet wurde, sehr antiquiert. 1911 wurde das Wahlrecht für die zweite Kammer der Landstände deshalb modernisiert.

#### Erste Kammer
Die Wahlrechtsreform von 1911 ließ die Struktur der Ersten Kammer, die ja fast keine gewählten Abgeordneten aufwies, weitgehend unangetastet. Ihre Zusammensetzung wurde allerdings dadurch etwas aufgefrischt, dass dort nun auch je ein Vertreter der Technischen Hochschule Darmstadt (analog zu dem traditionellen Vertreter der Universität Gießen) und der drei gesetzlich eingerichteten Berufskörperschaften
- Handel und Industrie,
- Handwerk und
- Landwirtschaft

einen Sitz erhielten.

#### Zweite Kammer
Die Zusammensetzung der Zweiten Kammer änderte sich nicht, aber das Wahlrecht, mit dem die Abgeordneten gewählt wurden:

#### Wahlrecht
Die zweite Kammer wurde nun ohne Zensus gewählt, allerdings hatten Wähler, die älter als 50 Jahre waren, zwei Stimmen. Immer noch waren aber nur etwa 20 % der Einwohner wahlberechtigt. Diese relative geringe Zahl kommt vor allem dadurch zustande, dass es ein Frauenwahlrecht weiter nicht gab und aufgrund der Altersstruktur der Bevölkerung relativ viele Einwohner das Wahlalter noch nicht erreicht hatten.

### 1917
Am 30. April 1917 stellten Ulrich und Genossen im Landtag den Antrag, das allgemeine und gleiche Wahlrecht für die Wahlen zu den Landständen und bei Kommunalwahlen einzuführen, ein Vorstoß der vor dem Ende des Großherzogtums anderthalb Jahre später nicht mehr umgesetzt wurde.

## Geschäftsordnungen
Die erste Geschäftsordnung von 1820 war den Landständen seitens des Großherzogs vorgegeben. Die folgenden Geschäftsordnungen von 1849, 1856 und 1874, geändert 1901, und 1911, ergingen als Gesetz, wurden also immer noch seitens des Großherzogs erlassen, aber nun aufgrund eines Landtagsbeschlusses.

## Verhandlungen der Landstände
Die Eröffnung des Landtags erfolgt in einer Versammlung der Mitglieder beider Kammern durch den Großherzog in Person oder durch einen von ihm zur Eröffnung bevollmächtigten Minister.

### 1820–1848
Aufgrund der März-Verfassung von 1820 und des Edikts über die Versammlung der Landstände vom März 1820 wurden 1820 die ersten Landstände des Großherzogtums Hessen gewählt. Deren Debatte wurde zunächst von der Verfassungsfrage bestimmt. Die meisten Abgeordneten verweigerten den Eid auf die durch den Großherzog oktroyierte März-Verfassung und setzten sich inhaltlich mit der (endgültigen) Verfassung vom Dezember 1820 durch. 
In den zwanziger Jahren konnte die Regierung regelmäßig auf Mehrheiten in den Landständen vertrauen. Mit Verwerfungen, die zur Julirevolution von 1830 in Frankreich führten, änderte sich das jedoch. Deutlich verstärkten sich die Aktivitäten der liberal gesinnten Bürger. Die Zensurmaßnahmen, die auf den Karlsbader Beschlüssen beruhten, verloren ihre Wirkung und die Restauration schien ihr Ende gefunden zu haben. Im Herbst 1830 kam es zu Bauernunruhen in der Provinz Oberhessen, die militärisch niedergeschlagen wurden.
In dieser politischen brisanten Situation starb Großherzog Ludwig I. und sein reaktionär gesinnter Sohn Ludwig II. trat am 6. April seine Nachfolge an. Er erneuerte die Zensurbestimmungen, verschärfte die Polizeimaßnahmen gegen liberal und demokratisch Gesinnte und brachte die Stände zusätzlich mit der Forderung gegen sich auf, dass der Staat seine Privatschulden aus der Zeit als Erbgroßherzog in Höhe von 2 Mio. Gulden übernehmen sollte. Mit deutlicher Mehrheit widersetzen sich die Kammern diesem Anliegen und vertraten Forderungen nach weiterer Liberalisierung. Im Dezember 1832, nach Abklingen der revolutionären Ereignisse, löste Ludwig II. die Landstände auf und entließ liberale Regierungsmitglieder (u. a. Heinrich Karl Jaup) und Beamte (u. a. Heinrich von Gagern).
Nach den nun folgenden Neuwahlen kam wieder eine konservative Mehrheit in den Landständen zusammen. Die liberale Opposition, geführt durch von Gagern, erreichte jedoch bereits in den 6. Landständen, die am 26. April 1834 eröffnet wurden, wieder eine Mehrheit. Erneut löste Ludwig II. im Oktober 1834 die Landstände auf. Ab den 7. Landständen (1835) konnte Ludwig II. dann wieder auf geneigte Mehrheiten in den Kammern zählen. Die liberale Opposition war marginalisiert.
Die 10. Landstände (1844–1847) behandelten das geplante Zivilgesetzbuch. Dieses löste einen Konflikt mit der Provinz Rheinhessen aus, in der moderneres, französisches Recht galt. Der Versuch, die unterschiedlichen Rechtstraditionen in ein einheitliches Gesetzeswerk zu fassen, wurde von den rheinhessischen Abgeordneten als Angriff auf das moderne, in Rheinhessen geltende Recht, heftig abgelehnt.
In Hessen endete der Vormärz mit den Wahlen zu den elften Landständen im Dezember 1847, in dem die Liberalen wieder eine Mehrheit erreichten. Ludwig II. löste die Stände nicht auf, vertagte sie aber auf den 28. Februar 1848.

### 1848/49
Die zweite Kammer stand unter dem Eindruck der Februarrevolution in Frankreich. Von Gagerns im Landtag vorgetragene Forderung eine deutsche Nationalversammlung zu schaffen, wurde von den Landständen angenommen. Spätestens mit der Annahme des Antrags von Theodor Reh zu einem grundlegenden „Wechsel des bisherigen, mit den Wünschen des Hessischen Volkes nicht im Einklang stehenden Regierungssystems“ war die Märzrevolution auch in den hessischen Landständen angekommen. Der bisherige leitende Minister, Karl du Thil, wurde am 5. März entlassen, Heinrich von Gagern zum Ministerpräsidenten der Märzregierung und Erbprinz Ludwig III. wurde zum „Mitregenten“ ernannt.
Zu den wichtigsten Forderungen der Liberalen zählte auch eine sie begünstigende Wahlrechtsreform, um eine liberale Mehrheit in den Landständen zu bilden. Das Wahlgesetz von 1849 sah eine direkte und allgemeine Wahl der Abgeordneten der zweiten Kammer vor. Auch alle Abgeordneten der ersten Kammer wurden nun gewählt. Hier war jedoch ein Zensuswahlrecht vorgesehen.
Am 24. Mai 1849 wurden die alten, 11. Landstände aufgelöst, am 27. Dezember 1849 traten die nach dem neuen Wahlgesetz gewählten 12. Landstände erstmals zusammen und hatten eine breite demokratisch-liberale Mehrheit, die den Staatshaushalt blockierte und weitergehende Forderungen stellte. Der Großherzog löste die Stände deshalb bereits am 21. Januar 1850 wieder auf. Aber die 13. Ständeversammlung war ähnlich zusammengesetzt wie die vorherige. Sie trat am 11. September 1850 zusammen und wurde nach nur 17 Tagen, am 27. September 1850, aufgelöst.

### Die Landstände nach dem Sieg der Reaktion
Die Regierung entschloss sich daraufhin zu einem „Staatsstreich“ gegen die Stände, setzte mit einer Verordnung das geltende Wahlrecht und die Zusammensetzung der Stände außer Kraft und verordnete eine sehr auf das Zensuswahlrecht setzende Wahlordnung für eine „außerordentliche“ Ständeversammlung, die das liberale Besitzbürgertum begünstigte und die (linken) Demokraten schwächte. Damit kam die 14. (außerordentliche) Ständeversammlung zustande, die am 17. Januar 1851 zum ersten Mal zusammentrat. Deren liberale Mehrheit kooperierte mit der konservativen Regierung, die im Gegenzug nur vorsichtig Reformen der Revolution beseitigte.
Erst in der Zollvereinskrise 1852, als Ministerpräsident Dalwigk einen Bruch mit Preußen versuchte und damit eklatant gegen Wirtschaftsinteressen des Bürgertums verstieß, kam es zum Bruch. Da aber auch Dalwigk mit seiner Politik scheiterte, hielt der Schwebezustand bis zu den nächsten Wahlen, als es ihm gelang, ein neues Wahlgesetz, durchzusetzen, das weitgehend wieder den Zustand aus der Zeit vor der Revolution einführte, aber mit einem nach Zensus gewichteten Stimmrecht auch die Interessen des Besitzbürgertums zu befriedigen. Nach der Aufhebung der außerordentlichen Ständeversammlung am 16. Oktober 1856 wurde die 15. Ständeversammlung (Dezember 1856 bis 2. Juli 1858) nach dem neuen Wahlrecht gewählt.

### Wiedererstarken der Liberalen
1861 organisierten sich die hessischen Liberalen in der Hessischen Fortschrittspartei neu. Bei den Wahlen 1862 gelang der Fortschrittspartei unter August Metz ein Erdrutschsieg.
Die Landstände forderten mit ihrer liberalen Mehrheit Pressezensur und andere reaktionäre Maßnahmen aufzuheben, konnte sich aber nicht durchsetzen. Jedoch konnte der Landtag mit der Annahme des preußisch-französischen Handelsvertrags und deutlichen Kürzungen im Haushalt 1864 liberale Akzente setzen.

### Im Kaiserreich

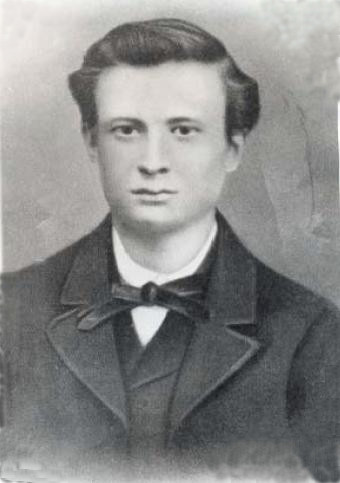
Carl Ulrich, 1870 – einer von zwei Abgeordneten der SPD, die 1885 erstmals in die Landstände gewählt wurden.

Nach dem Beitritt des Großherzogtums zum Deutschen Reich musste Großherzog Ludwig III. den bei den Preußen verhassten Ministerpräsident von Dalwigk noch 1871 entlassen. Bereits 1872 wurde das Wahlrecht modifiziert, die Sitze des ritterschaftlichen Adels in der zweiten Kammer entfielen. Ersatz dafür waren Sitze in der Ersten Kammer.
1885 wurden mit Carl Ulrich, später erster Staatspräsident des Volksstaates Hessen, und Franz Jöst erstmals Sozialdemokraten in die Landstände gewählt.
Die 35. Landstände wurde erstmals nach dem neuen Wahlrecht von 1911 gewählt. Aufgrund des Ersten Weltkriegs fanden die Wahlen 1914 nicht mehr statt. Erst nach der Novemberrevolution wurde 1919 wieder ein Landtag gewählt – schon im Volksstaat Hessen der Weimarer Republik.

## Wahlergebnisse
Für die Wahlen vor 1862 ist eine Zuordnung der Abgeordneten zu Parteien nicht sinnvoll möglich. Parteien im heutigen Sinne gab es noch nicht, es kann lediglich grob angegeben werden, ob die Abgeordneten konservativ, also der Regierung nahestehend, oder liberal, oder „demokratisch“ (links) und damit oppositionell eingestellt waren.
| [ 145 ] | SPD | Liberale | Nationalliberale | Zentrum | Konservative | Bauernbund | Antisemiten | Fraktionslos | Gesamt |
| ------- | --- | -------- | ---------------- | ------- | ------------ | ---------- | ----------- | ------------ | ------ |
| 1862    |     | 29       | 13               | 2       | 6            |            |             |              | 50     |
| 1865    |     | 29       | 13               | 2       | 6            |            |             |              | 50     |
| 1866    |     | 13       | 21               | 4       | 7            |            |             | 3            | 48     |
| 1868    |     | 11       | 19               | 4       | 10           |            |             | 4            | 48     |
| 1872    |     | 4        | 40               | 3       | 3            |            |             |              | 50     |
| 1875    |     | 4        | 40               | 5       | 1            |            |             |              | 50     |
| 1878    |     | 1        | 40               | 8       | 1            |            |             |              | 50     |
| 1881    |     | 2        | 39               | 8       | 1            |            |             |              | 50     |
| 1884    | 2   | 4        | 37               | 6       | 1            |            |             |              | 50     |
| 1887    | 2   | 3        | 39               | 5       | 1            |            |             |              | 50     |
| 1890    | 3   | 4        | 37               | 4       | 1            |            |             |              | 49     |
| 1890/1  | 3   | 5        | 38               | 4       |              |            |             |              | 50     |
| 1890/2  | 4   | 5        | 32               | 5       |              |            | 3           | 1            | 50     |
| 1897    | 5   | 5        | 25               | 6       |              | 1          | 5           | 3            | 47     |
| 1899    | 6   | 2        | 22               | 7       |              |            |             | 13           | 50     |
| 1902    | 6   | 3        | 18               | 7       |              | 13         |             | 3            | 47     |
| 1905    | 5   | 3        | 20               | 8       |              | 11         |             | 3            | 45     |
| 1908    | 8   | 8        | 17               | 9       |              | 15         |             | 1            | 58     |
| 1911    | 8   | 8        | 17               | 8       |              | 14         |             | 1            | 56     |

## Ständehaus
49° 52′ 20,5″ N, 8° 39′ 0,7″ O

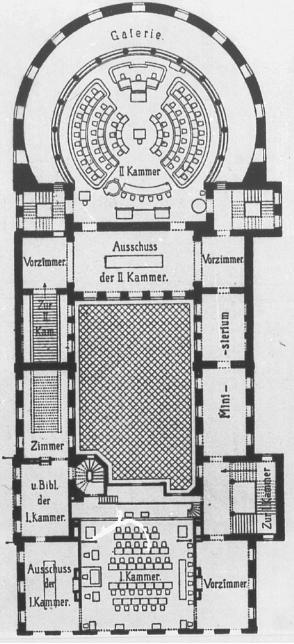
Grundriss des Ständehauses in Darmstadt Ende des 19. Jahrhunderts

Der Sitz der Landstände des Großherzogtums Hessen war ab 1839 das Ständehaus am Luisenplatz in Darmstadt, zuvor das Palais des Landgrafen Christian. Es wurde 1836 bis 1839 entsprechend umgebaut und im Zweiten Weltkrieg zerstört. Heute befindet sich an seiner Stelle die Zentrale der Sparkasse Darmstadt.
Ebenfalls am Luisenplatz befanden sich die Residenz des Großherzogs, das Alte Palais, ebenfalls im Zweiten Weltkrieg zerstört. Heute steht dort das Luisencenter. Und als drittes wichtiges Gebäude steht am Luisenplatz das Kollegiengebäude, damals Sitz der Regierung, heute des Regierungspräsidiums Darmstadt.

## Die Präsidenten
Erste Kammer

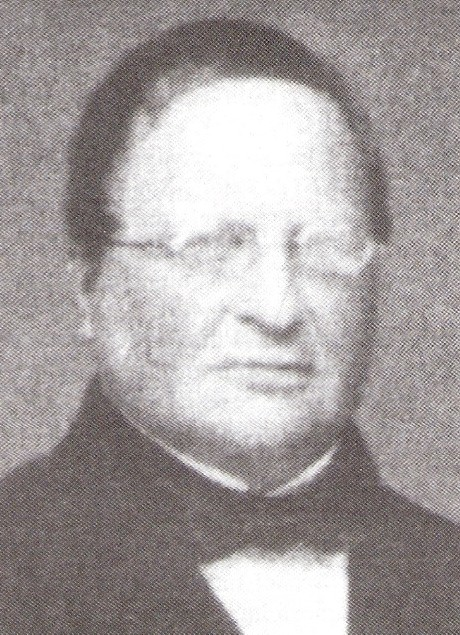
Karl zu Solms-Hohensolms-Lich, letzter Präsident der Ersten Kammer der Landstände

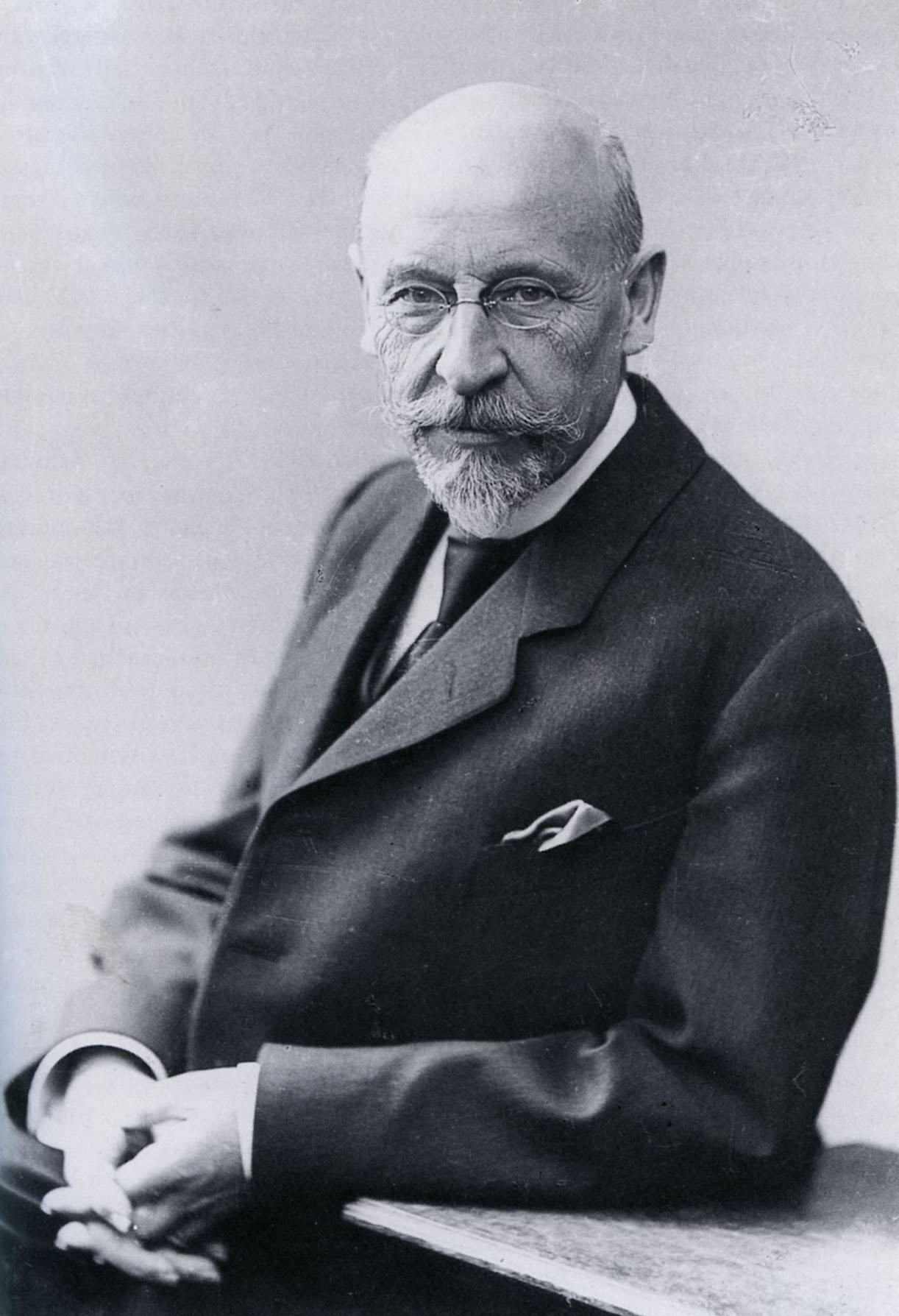
Heinrich Köhler, letzter Präsident der Zweiten Kammer der Landstände und Oberbürgermeister von Worms

- Friedrich Graf zu Solms-Laubach (1820–1821) (er nahm das Mandat nicht wahr; die Sitzungen wurden von Erbprinz Ludwig geleitet)
- Albrecht Graf zu Erbach-Fürstenau (1823–1824)
- Ernst Casimir Graf zu Ysenburg-Büdingen (1826–1827)
- Otto Graf zu Solms-Laubach (1829–1830)
- Emil Prinz von Hessen und bei Rhein (1832–1849)
- Friedrich Schenck (1849–1850)
- Otto Graf zu Solms-Laubach (1851–1856)
- Ludwig Fürst zu Solms-Hohensolms-Lich (1856–1866)
- Alfred Graf zu Erbach-Fürstenau (1866–1874)
- Carl Graf von Schlitz gen. von Görtz (1875–1885)
- Alexander Prinz von Hessen und bei Rhein (1886–1888)
- Bruno Fürst zu Ysenburg-Büdingen (1889–1900)
- Emil Graf von Schlitz gen. von Görtz (1900–1914)
- Karl Fürst zu Solms-Hohensolms-Lich (1914–1918)[146]

Zweite Kammer
- Karl Christian Eigenbrodt (1820–1823)
- Johann Friedrich Knapp (1823–1826)
- Ernst Schenck (1826–1833)
- Moritz Schmitt Jun. (1834)
- Karl Christian Eigenbrodt (1835–1839)
- Ernst Schenck (1839–1846)
- Andreas von Hesse (1846–1849)
- Joseph Hillebrand (1849–1850)
- Martin Mohr (1850)
- Wilhelm Goldmann (1851–1856)
- Friedrich Lotheissen (1856–1859)
- Friedrich Ludwig Klipstein (1859–1862)
- August Strecker (1862–1865)
- Wilhelm Gottlieb Soldan (1865–1866)
- Georg Buff (1866–1872)
- Carl Johann Hoffmann (1872–1874)
- Joseph Görz (1874–1879)
- August Kugler (1879–1892)
- Hermann Weber (1892–1896)
- Wilhelm Haas (1897–1911)
- Heinrich Köhler (1911–1918)[147]

## Die ständischen Vertreter in der 1. Kammer

### Evangelische Kirche (Prälaten)
| Amtszeit  | Prälat                            | Superintendent in | Landtage |
| --------- | --------------------------------- | ----------------- | -------- |
| 1820–1830 | Johann Ernst Christian Schmidt    |                   | 1–4      |
| 1833–1834 | Johann Friedrich Heinrich Schwabe | Starkenburg       | 5, 6     |
| 1838–1847 | Karl Köhler                       | Starkenburg       | 8–10     |
| 1847–1872 | Carl Zimmermann                   | Starkenburg       | 11–20    |
| 1872–1873 | Friedrich Karl Simon              |                   | 21       |
| 1873–1885 | Carl Schmitt                      | Rheinhessen       | 21–25    |
| 1886–1902 | Victor Habicht                    | Oberhessen        | 25–31    |
| 1902–1907 | Carl Walz                         | Rheinhessen       | 32, 33   |
| 1907–1914 | Friedrich Flöring                 | Starkenburg       | 33–35    |
| 1914–1923 | Ferdinand Euler                   | Rheinhessen       | 36       |

### Römisch-katholische Kirche
| Zeitraum  | Name                          | Funktion | Landtage | Anmerkung                              |
| --------- | ----------------------------- | --- | -------- | -------------------------------------- |
| 1820–1829 | Carl Joseph von Wrede         | Geheimer Staats-Referendar (Referent) für die römisch-katholischen Kirchen- und Schulsachen im Gesamtministerium | 1–3      | Sedisvakanz                            |
| 1830–1833 | Johann Jakob Humann           | Bischof von Mainz                                                                                                | 5        |                                        |
| 1834–1848 | Peter Leopold Kaiser          | Bischof von Mainz                                                                                                | 6–11     |                                        |
| 1848–1850 |                               | | 12, 13   | Sedisvakanz                            |
| 1850–1877 | Wilhelm Emmanuel von Ketteler | Bischof von Mainz                                                                                                | 14–22    |                                        |
| 1877–1886 |                               | | 23, 24   | Sedisvakanz aufgrund des Kulturkampfes |
| 1886–1899 | Paul Leopold Haffner          | Bischof von Mainz                                                                                                | 25–30    |                                        |
| 1899–1903 | Heinrich Brück                | Bischof von Mainz                                                                                                | 31, 32   |                                        |
| 1903–1918 | Georg Heinrich Maria Kirstein | Bischof von Mainz                                                                                                | 32–36    | Bischof von Mainz bis 1921             |